# Cuir d'autruche
 (octobre 2023).
La mise en forme du texte ne suit pas les recommandations de Wikipédia : il faut le « wikifier ».
Les points d'amélioration suivants sont les cas les plus fréquents. Le détail des points à revoir est peut-être précisé sur la page de discussion.
- Les titres sont pré-formatés par le logiciel. Ils ne sont ni en capitales, ni en gras.
- Le texte ne doit pas être écrit en capitales (les noms de famille non plus), ni en gras, ni en italique, ni en « petit »…
- Le gras n'est utilisé que pour surligner le titre de l'article dans l'introduction, une seule fois.
- L'italique est rarement utilisé : mots en langue étrangère, titres d'œuvres, noms de bateaux, etc.
- Les citations ne sont pas en italique mais en corps de texte normal. Elles sont entourées par des guillemets français : « et ».
- Les listes à puces sont à éviter, des paragraphes rédigés étant largement préférés. Les tableaux sont à réserver à la présentation de données structurées (résultats, etc.).
- Les appels de note de bas de page (petits chiffres en exposant, introduits par l'outil «  Source ») sont à placer entre la fin de phrase et le point final[comme ça].
- Les liens internes (vers d'autres articles de Wikipédia) sont à choisir avec parcimonie. Créez des liens vers des articles approfondissant le sujet. Les termes génériques sans rapport avec le sujet sont à éviter, ainsi que les répétitions de liens vers un même terme.
- Les liens externes sont à placer uniquement dans une section « Liens externes », à la fin de l'article. Ces liens sont à choisir avec parcimonie suivant les règles définies. Si un lien sert de source à l'article, son insertion dans le texte est à faire par les notes de bas de page.
- La présentation des références doit suivre les conventions bibliographiques. Il est recommandé d'utiliser les modèles {{Ouvrage}}, {{Chapitre}}, {{Article}}, {{Lien web}} et/ou {{Bibliographie}}. Le mode d'édition visuel peut mettre en forme automatiquement les références.
- Insérer une infobox (cadre d'informations à droite) n'est pas obligatoire pour parachever la mise en page.

Pour une aide détaillée, merci de consulter Aide:Wikification.
Si vous pensez que ces points ont été résolus, vous pouvez retirer ce bandeau et améliorer la mise en forme d'un autre article.
 (octobre 2023).
 (octobre 2023).

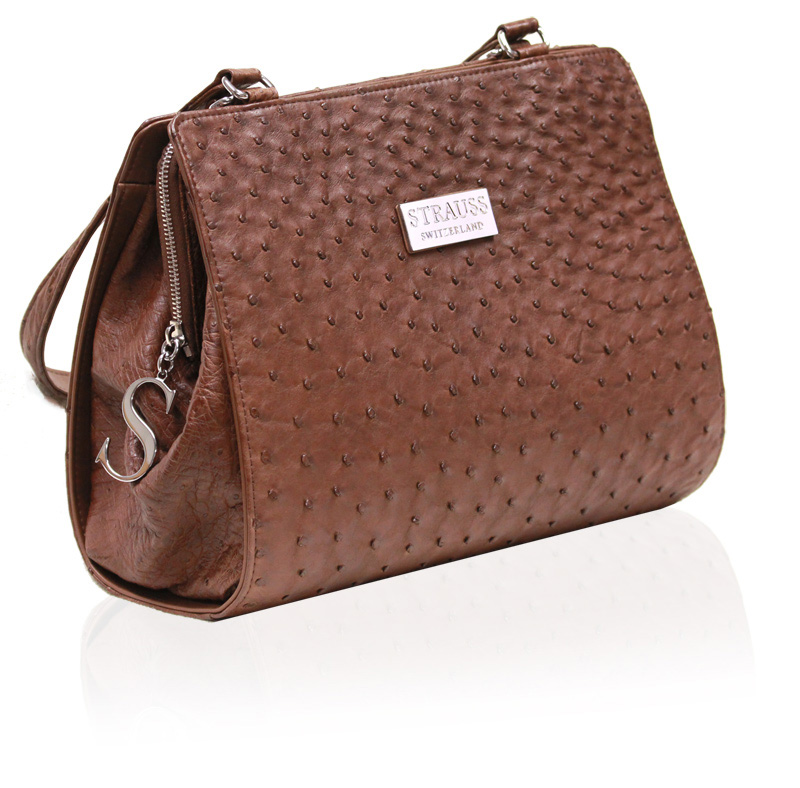
Un sac en cuir d'autruche

Le cuir d'autruche est un matériau précieux et recherché, créé par un processus complexe et spécialisé à partir de la peau d'autruche africaine. Il est immédiatement reconnaissable par son motif unique constitué de bosses ou de follicules de plumes dispersés sur une surface lisse, lui conférant une valeur esthétique exceptionnelle. Cette singularité en fait un matériau coûteux très apprécié dans le monde de la mode et du luxe.

## Histoire de l'industrie de l'autruche
"L'industrie de l'autruche a une histoire remarquable. Bien que l'élevage commercial d'autruches ait commencé en Afrique du Sud vers 1850, elle a connu des défis majeurs au fil des années. Après la Première Guerre mondiale, la demande de plumes pour la mode et les uniformes militaires a diminué, mettant en danger cette industrie. Cependant, elle a réussi à se réinventer en diversifiant ses produits et en surmontant les défis liés à des événements mondiaux et des périodes de sécheresse. Elle est devenue une industrie prospère au fil du temps."

## Le Cuir d'autruche dans le monde de la mode
Le cuir d'autruche est apparu plus tardivement dans l'industrie de l'élevage d'autruches, mais son introduction a été marquée par l'établissement de tanneries spécialisées. Cela a propulsé l'autruche sur la scène de la haute couture en Europe et en Amérique. Dans les années 1970, les bottes de cowboy en cuir d'autruche sont devenues emblématiques, et la demande a atteint son apogée dans les années 1980. Cependant, sa disponibilité a été intentionnellement limitée par un cartel monopolistique, avec des sanctions commerciales et des canaux d'exportation exclusifs, une situation qui a persisté jusqu'à la fin de l'apartheid en 1993.
Après cette période, le gouvernement sud-africain a autorisé l'exportation de stocks, ouvrant la voie à d'autres pays pour développer leurs propres ranchs d'autruches. Cependant, malgré une production accrue et une concurrence croissante, le groupe Klein Karoo est resté le leader mondial de la production de cuir d'autruche.

## Prédominance du cuir d'autruche
En 2003, on comptait près de 500 000 autruches élevées à des fins commerciales dans le monde, la grande majorité en Afrique du Sud. Parmi tous les cuirs exotiques, les peaux d'autruche occupent une place prépondérante en termes de volumes échangés sur le marché mondial.
La variété premium, connue sous le nom "African Black" et originaire des ranchs d'Afrique du Sud grâce à diverses formes d'élevage sélectif, se démarque comme l'exemplaire supérieur de cette industrie en plein essor. L'histoire du cuir d'autruche relève de l'hagiographie de l'industrie du cuir exotique, décrivant son ascension, sa rareté et son statut incontestable de joyau de cette industrie.